# Rocciamelone
El Rocciamelone (francès: Rochemelon) és una muntanya de 3538 m dels Alps de Lanzo i de l'Alta Moriana dins els Alps de Graies, administrativament situat a la region del Piemont (Itàlia).

## Classificació
Segons la SOIUSA, la classificació de la muntanya és la següent:
- Gran part: Alps occidentals
- Gran sector: Alps del nord-oest
- Secció: Alps de Graies
- Subsecció: Alps de Lanzo i de l'Alta Moriana
- Supergrup: Catena Rocciamelone-Charbonnel
- Grup: Grup del Rocciamelone
- Subgrup: Nodo del Rocciamelone
- Codi: I/B-7.I-A.2.a